# Эворон (село)
Эворон — село в Солнечном районе Хабаровского края. Административный центр и единственный населённый пункт сельского поселения «Село Эворон». Население 823 чел. (2021).

## История
В 1937—1943 годах в селе было спецпоселение ГУЛАГ. В 1945—1949 годы — 3-е отделение лагеря № 5 для японских пленных.
Станция Эворон — одна из станций так называемого «Старого БАМа». Построена была в конце 1930-х годов. До лета 1978 года на станции стоял один из последних в СССР памятников И.В. Сталину. С этого же времени (1930-х) находилась в эксплуатации как часть тупиковой в тот период линии Комсомольск на Амуре- станция Березовка. С началом строительства БАМа на станции был дислоцирован отдельный батальон железнодорожных войск, силами которого станция и железнодорожная линия были модернизированы. Небольшой отряд гражданских строителей появился на станции летом 1978 года.
В 2025 году на станции Эворон планируется провести модернизацию системы управления движением и внедрить систему диагностики ТД-ЭЛ.

## Население
| 1915  | 1992  | 2002  | 2010  | 2011  | 2012  | 2013  |
| ----- | ----- | ----- | ----- | ----- | ----- | ----- |
| 18    | ↗1700 | ↘1442 | ↘1344 | ↘1341 | ↘1283 | ↘1249 |
| 2014  | 2015  | 2016  | 2017  | 2018  | 2019  | 2020  |
| ↘1211 | ↘1183 | ↘1171 | ↘1148 | ↗1153 | ↘1119 | ↘1099 |
| 2021  |       |       |       |       |       |       |
| ↘823  |       |       |       |       |       |       |

## Экономика
Основным предприятием является Эворонский лесопункт ОАО «Эворонский ЛПХ». Одноимённая железнодорожная станция построена в 1989 году строителями из Алтайского края.